# Valís (Héraklion)
Valís, en grec moderne : Βαλής, est un village du dème de Gortyne, dans le district régional de Héraklion, de la Crète, en Grèce. Selon le recensement de 2011, la population de Valís compte 128 habitants.
Le village est situé à une altitude de 330 mètres et à proximité de la plaine de la Messará.